# Saint-Avre
Saint-Avre és un municipi francès situat al departament de la Savoia i a la regió d'Alvèrnia-Roine-Alps. L'any 2007 tenia 778 habitants.

## Demografia

### Població
El 2007 la població de fet de Saint-Avre era de 778 persones. Hi havia 331 famílies de les quals 105 eren unipersonals (44 homes vivint sols i 61 dones vivint soles), 91 parelles sense fills, 122 parelles amb fills i 13 famílies monoparentals amb fills.
La població ha evolucionat segons el següent gràfic:
Habitants censats

### Habitatges
El 2007 hi havia 445 habitatges, 330 eren l'habitatge principal de la família, 58 eren segones residències i 58 estaven desocupats. 348 eren cases i 95 eren apartaments. Dels 330 habitatges principals, 230 estaven ocupats pels seus propietaris, 89 estaven llogats i ocupats pels llogaters i 11 estaven cedits a títol gratuït; 4 tenien una cambra, 23 en tenien dues, 66 en tenien tres, 106 en tenien quatre i 131 en tenien cinc o més. 270 habitatges disposaven pel capbaix d'una plaça de pàrquing. A 123 habitatges hi havia un automòbil i a 160 n'hi havia dos o més.

### Piràmide de població
La piràmide de població per edats i sexe el 2009 era:
| Homes | Edats   | Dones |
| ----- | ------- | ----- |
| 0     | 95 o +  | 0     |
| 0     | 90 a 94 | 8     |
| 4     | 85 a 89 | 4     |
| 4     | 80 a 84 | 4     |
| 4     | 75 a 79 | 12    |
| 16    | 70 a 74 | 16    |
| 24    | 65 a 69 | 16    |
| 16    | 60 a 64 | 24    |
| 16    | 55 a 59 | 20    |
| 20    | 50 a 54 | 20    |
| 32    | 45 a 49 | 24    |
| 24    | 40 a 44 | 36    |
| 20    | 35 a 39 | 20    |
| 36    | 30 a 34 | 12    |
| 16    | 25 a 29 | 20    |
| 16    | 20 a 24 | 8     |
| 36    | 15 a 19 | 28    |
| 36    | 10 a 14 | 16    |
| 8     | 5 a 9   | 16    |
| 8     | 0 a 4   | 20    |

## Economia
El 2007 la població en edat de treballar era de 499 persones, 367 eren actives i 132 eren inactives. De les 367 persones actives 346 estaven ocupades (197 homes i 149 dones) i 21 estaven aturades (9 homes i 12 dones). De les 132 persones inactives 55 estaven jubilades, 33 estaven estudiant i 44 estaven classificades com a «altres inactius».

### Ingressos
El 2009 a Saint-Avre hi havia 319 unitats fiscals que integraven 726,5 persones, la mediana anual d'ingressos fiscals per persona era de 19.281 €.

### Activitats econòmiques
Dels 33 establiments que hi havia el 2007, 1 era d'una empresa alimentària, 5 d'empreses de fabricació d'altres productes industrials, 12 d'empreses de construcció, 2 d'empreses de comerç i reparació d'automòbils, 5 d'empreses de transport, 1 d'una empresa d'informació i comunicació, 2 d'empreses immobiliàries, 3 d'empreses de serveis, 1 d'una entitat de l'administració pública i 1 d'una empresa classificada com a «altres activitats de serveis».
Dels 13 establiments de servei als particulars que hi havia el 2009, 2 eren tallers de reparació d'automòbils i de material agrícola, 4 paletes, 3 guixaires pintors, 2 fusteries, 1 lampisteria i 1 electricista.
L'únic establiment comercial que hi havia el 2009 era una fleca.
L'any 2000 a Saint-Avre hi havia 6 explotacions agrícoles.

## Equipaments sanitaris i escolars
El 2009 hi havia una escola elemental integrada dins d'un grup escolar amb les comunes properes formant una escola dispersa.

## Poblacions més properes
El següent diagrama mostra les poblacions més properes.